# Jieshou (köpinghuvudort i Kina, Hunan Sheng, lat 26,61, long 113,41)
Jieshou (kinesiska: 界首, 毛塘下, 界首镇) är en köpinghuvudort i Kina. Den ligger i provinsen Hunan, i den södra delen av landet, omkring 180 kilometer söder om provinshuvudstaden Changsha. Antalet invånare är 28 241. Befolkningen består av 13 656 kvinnor och 14 585 män. Barn under 15 år utgör 17,0 %, vuxna 15-64 år 74 %, och äldre över 65 år 7,0 %.
Runt Jieshou är det ganska tätbefolkat, med 239 invånare per kvadratkilometer. Närmaste större samhälle är Anren Chengguanzhen, 18,2 km nordväst om Jieshou. Trakten runt Jieshou består till största delen av jordbruksmark.
Genomsnittlig årsnederbörd är 1 778 millimeter. Den regnigaste månaden är maj, med i genomsnitt 282 mm nederbörd, och den torraste är oktober, med 22 mm nederbörd.